# Diestedde

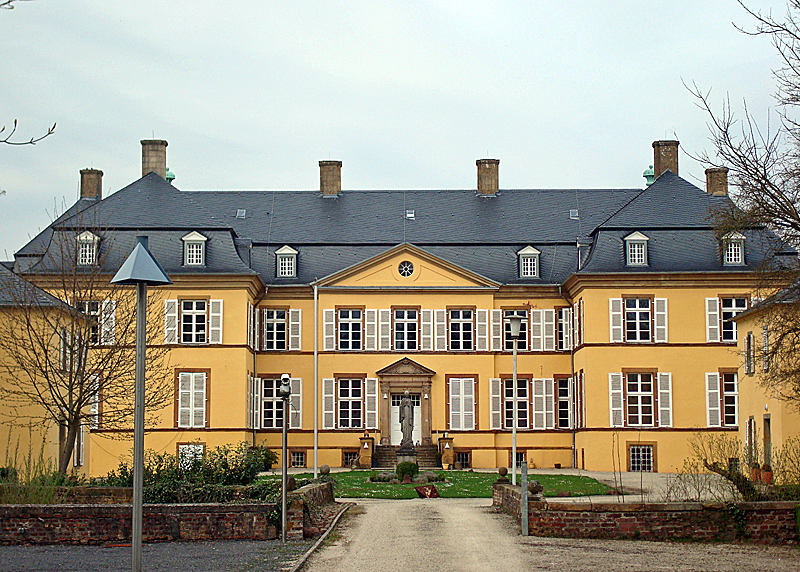
Schloss Crassenstein

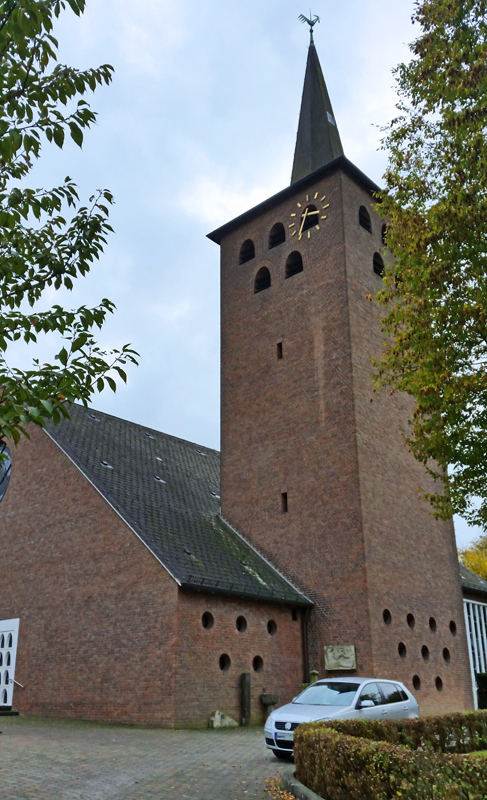
St.-Nikolaus-Kirche

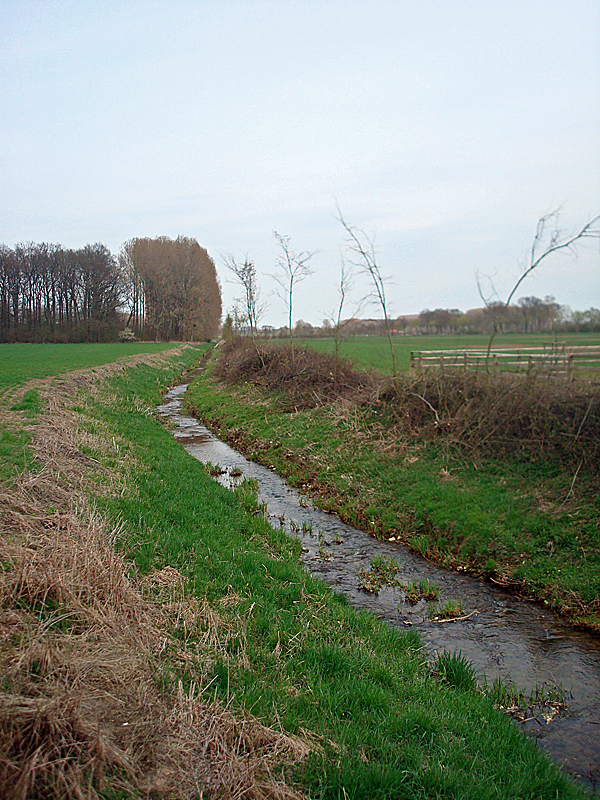
Der Mühlenbach am Mühlenweg

Diestedde ist ein Ortsteil der Gemeinde Wadersloh im Kreis Warendorf in Nordrhein-Westfalen. Diestedde liegt im Südosten des Kreises Warendorf und grenzt im Westen an die Stadt Beckum, im Osten an Wadersloh und die Stadt Lippstadt sowie im Norden an die Stadt Oelde. Diestedde hat 2.490 Einwohner und eine Fläche von 23,96 Quadratkilometer. Zum geschlossenen Ortskern des Dorfes gehören die Bauerschaften Altendiestedde, Entrup, Düllo, Geist und die Dorfbauerschaft.

## Geografie
Diestedde liegt ca. 10 km östlich von Beckum und 20 km nordwestlich von Lippstadt. Die Höhe über NN liegt durchschnittlich bei 100 bis 105 m, mit 139 m ü NN liegt auch der höchste Punkt der Gemeinde Wadersloh in Diestedde.

## Geschichte
Diestedde wurde erstmals 1136 als Disteten urkundlich erwähnt. 1419 ging das damalige Schloss Crassenstein an die Herren von Wendt, 1570 wurde das heutige Schloss errichtet, das nach 1800 klassizistisch umgebaut wurde. 1841 folgte die Bildung des Amtes Liesborn aus den Gemeinden Diestedde, Herzfeld, Liesborn und Wadersloh. Es wurde aber schon 1844 aufgeteilt, woraus unter anderem die Gemeinden Wadersloh und Diestedde entstanden.
Seit dem 1. Januar 1975 gehört die ehemalige Gemeinde Diestedde anlässlich einer kommunalen Neuordnung zur Gemeinde Wadersloh.

### Herkunft des Ortsnamens
Das Wort Diestedde geht zurück auf das Vorhandensein einer Thing-Stätte. Thing ist ein altdeutscher Ausdruck für die Stelle, an der ein Gericht oder Tribunal abgehalten und die Strafe vollstreckt wurde. Die Thing-Stätte in Diestedde ist der als „1000-jährige Eiche“ bezeichnete Baum in der Nähe des Schlosses Crassenstein. Auch wenn der Baum höchstwahrscheinlich noch keine 1000 Jahre alt ist, so wurden doch an diesem Baum im Mittelalter Prozesse abgehalten und die Urteile (oftmals durch Hängen an ebendieser Eiche) vollstreckt.
Aus Thing wurde dann im Sprachwandel Thie und durch einen Lautwandel vom T zum D entstand der heutige Name Diestedde.

## Wissenswertes
In Diestedde befindet sich eine vom Landesamt für Natur, Umwelt und Verbraucherschutz Nordrhein-Westfalen betriebene Niederschlagsstation.

## Sehenswürdigkeiten

### Naturdenkmäler
- Femeiche mit einem Brusthöhenumfang von 7,05 m (2015).[5]